# Колчинська Ася Зеліківна
Ася Зеліківна Колчинська (1918, Київ — 2010, Москва) — український патофізіолог, доктор медичних наук (1964), професор (1976). Лауреат Державної премії України у галузі науки і техніки (2000).

## Біографія
Народилася в 1918 році в Києві у родині службовця. Закінчила з відзнакою у 1940 році біологічний факультет Київського університету, поступила в аспірантуру Інституту ботаніки АН УРСР. З початком німецько-радянської війни переїхала до Омська, працювала в місцевому педагогічному інституті та навчалася у 2-му Московському медінституті, що перебув там в евакуації. Диплом отримала вже в Києві у 1946 році.
З 1946 року працює в Інституті фізіології АН УРСР (Київ), у 1969—1976 роках — завідувач лабораторії прикладної фізіології, а в 1976—1982 роках — завідувач відділу гіпоксії.
У 1982 році перейшла в Київський інститут фізкультури, була професором-консультант та завідувачем відділу гіпоксії проблемної лабораторії. У 1992—1998 роках працювала на медичних фірмах у Москві, з 1998 по 2006 рік завідувала лабораторією медичної інформатики Інституту інформатики та регіонального управління Кабардино-Балкарського наукового центру РАН (Нальчик).

## Наукова дослідження
Досліджувала гіпоксію, адаптацію та акліматизацію, онтогенез, екстремальні стани, високогірну, підводну та спортивну фізіологію, клінічну патафізіологію, математичне моделювання. Розроблені Колчинською та її учнями програми для розрахунку кисневих режимів і показників стану функціональної системи дихання знайшли використання для поточного комплексного контролю у різних видах спорту.

## Основні праці
- Недостаток кислорода и возраст (1964),
- Кислородный режим ребенка и подростка (1973),
- Подводные медико-биологические исследования (1976),
- Дыхание и кислородные режимы организма дельфинов (1980),
- Вторичная тканевая гипоксия (1983),
- Кислород, физическое состояние, работоспособность (1992).